# Fântânele (Motoșeni), Bacău
Fântânele (în trecut, Fătăciuni) este un sat în comuna Motoșeni din județul Bacău, Moldova, România.